# Hierodula papua
Hierodula papua är en bönsyrseart som beskrevs av Werner 1928. Hierodula papua ingår i släktet Hierodula och familjen Mantidae. Inga underarter finns listade i Catalogue of Life.